# Carola Sandbacka
Ingrid Carola Birgitta Sandbacka, född 26 oktober 1951 i Tammerfors, är en finländsk författare.
Sandbacka debuterade med romanen Sagan om Sarastros väg (1978), som uppmärksammades för sin fantasifyllda intrig och sitt rika språk. Efter en lång paus, varunder hon blev filosofie doktor 1987, återkom hon med den historiska berättelsen Ellen Llewellyn (1995), som utspelar sig i borgerliga kretsar i Tammerfors åren kring 1900. I samma miljö ett par decennier senare tilldrar sig Släkt och vänner (2004). Hon är en stilsäker epiker som i sin sparsmakade produktion låter allmängiltiga existentiella frågor avhandlas mot en klart tecknad historisk fond. Sedan slutet av 1980-talet är hon bosatt i Wales.